# Grand Hôtel de Font-Romeu
Le Grand Hôtel de Font-Romeu est un ancien hôtel construit dans les années 1910 à Font-Romeu (Pyrénées-Orientales) pour accueillir des touristes et des personnalités. C'est à cette occasion qu'est arrivé le train jaune dans cette commune, qui reliait Villefranche-de-Conflent à Latour-de-Carol. L'hôtel, comportant à l'origine deux cents chambres, a été reconverti en appartements dans les années 1970. Ses façades, sa toiture et sa cage d'escalier avec leurs éléments de décor sont inscrits monuments historiques depuis 1988.

## Histoire
C'est Albert Lafargue (un Perpignanais professeur de mathématiques dans un lycée parisien) qui a l'idée le premier de la construction, dans la forêt de la Calme, au dessus d'Odeillo, d'un palace et d'un casino. Il s'associe à la Compagnie des Chemins de Fer du midi et une Société Anonyme est créée pour lever des fonds. La conception du bâtiment, proposée dans le style Art Nouveau, est confiée à deux architectes Parisiens : Louis Trinquesse et Henri Martin. La première pierre est posée le 28 août 1910, mais il faut attendre le 28 juillet 1913 pour que l'hôtel soit inauguré et qu'il accueille enfin ses premiers clients. [réf. nécessaire]
Tout le gros œuvre est réalisé en granit. Le palace comprend 200 chambres avec un confort moderne pour l'époque. Il y a plusieurs halls et salons et un parc boisé est aménagé. L'hôtel est doté de tous les équipements sportifs nécessaires : terrains de tennis, croquet, patinoire, golf, piste de luge, de curling, de bobsleigh et de ski. Le casino a sa salle de baccara, sa roulette et autres jeux. On trouve aussi une bibliothèque, des salons de repos avec bars, des salles de dancing pour le plaisir de la riche clientèle. On retrouve aussi au sein du Grand Hôtel de Font-Romeu une salle réservée aux soirées de gala. Enfin, des salles des fêtes font office de salles de théâtre ou de cinéma[réf. nécessaire].
L’hôtel est doté de moyens de communications très moderne pour son époque notamment grâce au télégraphe, au téléphone mais aussi grâce à sa station de télégraphie sans fil qui permettait à ses hôtes de rester en contact avec le monde des affaires.  [réf. nécessaire]
Le Grand Hôtel est surnommé Paquebot des Cimes, il joue un rôle important dans l'essor de Font-Romeu et de la Cerdagne, Font-Romeu devient grâce à cette construction la plus grande station climatique  d'Europe. Le personnel de service comprend une centaine d'employés pour accueillir la clientèle huppés du monde entier. Dès son ouverture, aidé par une publicité vantant les mérites de l'ensoleillement, de la luminosité et de la pureté de l'air de la Cerdagne, le Grand-Hôtel refuse du monde. Hélas, il doit fermer ses portes, lorsqu'éclate la Première Guerre mondiale. C'est en juin 1918 qu'il peut ouvrir à nouveau. Les clients viennent de France, d'Angleterre, d'Espagne, des Pays-Bas et des États-Unis. Il connait un grand succès en 1920. Pourtant, le palace ferme une nouvelle fois ses portes en 1939, avec le début de la Seconde Guerre mondiale. Après la guerre, la jet-set, les têtes couronnées de l'époque et autres artistes, écrivains et célébrités ne sont plus en mesure de fréquenter l'établissement. Auparavant, La famille royale espagnole, le prince de Monaco, ainsi que de nombreux artistes tels que Pablo Picasso, Charles Trenet ou encore Salvador Dali s'y étaient rendu car ils s'y plaisaient beaucoup. Certains étages du Grand-Hôtel sont alors mis en vente et une structure hôtelière allégée (dirigée par René Chamayou, qui sera aussi maire de Font-Romeu) continue à recevoir une clientèle mondaine.
Depuis 1975 et la cessation de toute activité hôtelière, le bâtiment s’est transformé en résidence pour particuliers, divisé en appartements, servant pour les sportifs, les étudiants ou bien encore des vacanciers.[réf. nécessaire]
La façade, la toiture et la monumentale cage d'escalier sont inscrites au monuments historiques dans les années 1980.
Les 100 ans du Grand Hôtel sont célébrés le 27 juillet 2013.[réf. nécessaire]
Depuis 2014, une association s'est créée pour défendre le patrimoine appartenant au Grand-Hôtel de Font-Romeu, « Les amis du Grand Hôtel de Font-Romeu ».[réf. nécessaire]
Le dimanche 30 juillet 2017 a eu lieu la première journée Art Déco de Font-Romeu, avec l'association des Amis du Grand-Hôtel. Sont présentés en extérieur des véhicules d'époque avec le club des Vieilles Soupapes Catalanes, un pique-nique tiré du sac est organisé également sur la pelouse façade ouest du Grand Hôtel Swing avec le Hot Club de Tordères. À 16 heures ont lieu deux conférences, la première « Art Déco, de l'architecture à la culture » (par Phillipe Latger) et la deuxième « Le Grand Hôtel, mythe et réalité » (par Jacques Collavoli)[réf. nécessaire].
Une balade du patrimoine est organisée tous les ans à Font-Romeu en septembre, avec une visite guidée des parties communes du Grand Hôtel, une visite du Musée sans murs de Font-Romeu situé à quelques pas du Grand Hôtel et enfin une visite de l'Ermitage de Font-Romeu[réf. nécessaire].

## Personnalités ayant séjourné dans l'hôtel
Le Grand Hôtel de Font-Romeu a connu son heure de gloire durant le premier tiers du XXe siècle (1918 – 1935). Durant cette période, nombreuses furent les personnalités à y séjourner.[réf. nécessaire]
- Les familles royales, impériales-princières de la Cour d’Espagne ;
- La Princesse Anne de France ;
- Le ministre André Tardieu ;
- Le haut fonctionnaire et homme politique français Lucien Saint ;
- L’ancien président de la République Française Léon Blum ;
- Le maharadjah de Kapurthala Jagatjit Singh ;
- Le prince de Monaco Albert Ier ;
- L’écrivain français Albert Bausil ;
- Le peintre, sculpteur, graveur et céramiste espagnol Joan Miró ;
- L’auteur compositeur interprète Charles Trenet ;
- Les fameux peintres espagnols Pablo Picasso et Salvador Dalí. L'histoire raconte que le Grand Hôtel aurait inspiré Salvador Dalí pour son tableau intitulé "Philosopher illuminated by the light of the moon and the setting sun" (1938)
- L’actrice française Jacqueline Maillan ;
- La chanteuse française d’opéra Mady Mesplé.

## Culture populaire
Littérature
- Daniel Hernandez, Croix de sang au Grand Hôtel, Perpignan, Mare Nostrum, coll. « Les polars catalans », 2006, 261 p. (ISBN 2-908476-47-9, BNF 40993585), roman dont l'action se déroule à Font-Romeu et en particulier au Grand Hôtel.

Cinéma et télévision
- 1947 : Chemins sans loi de Guillaume Radot ;
- 2017 : Les innocents (téléfilm) de Frédéric Berthe[8].

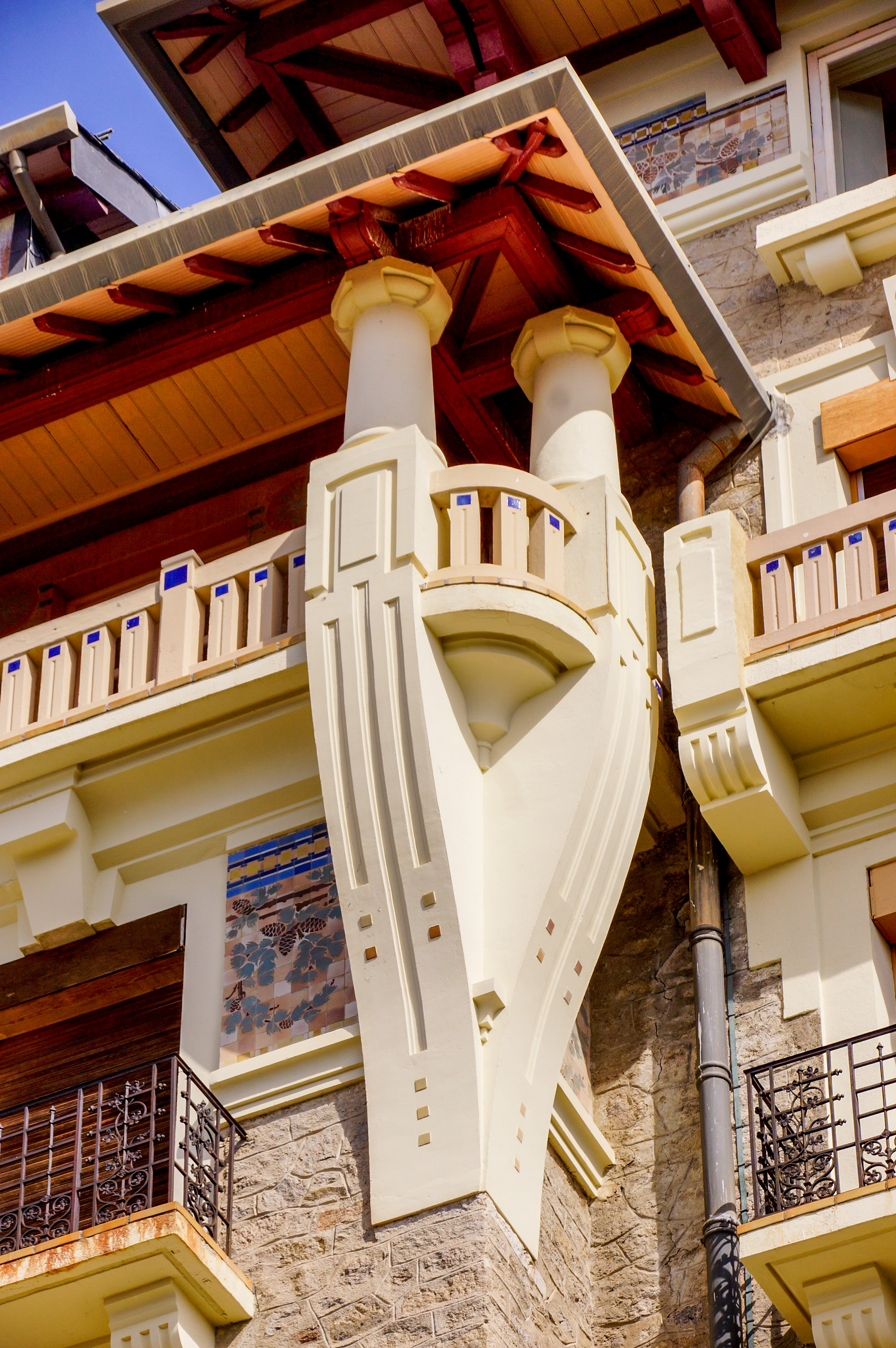
Le balcon du quatrième étage, façade sud.
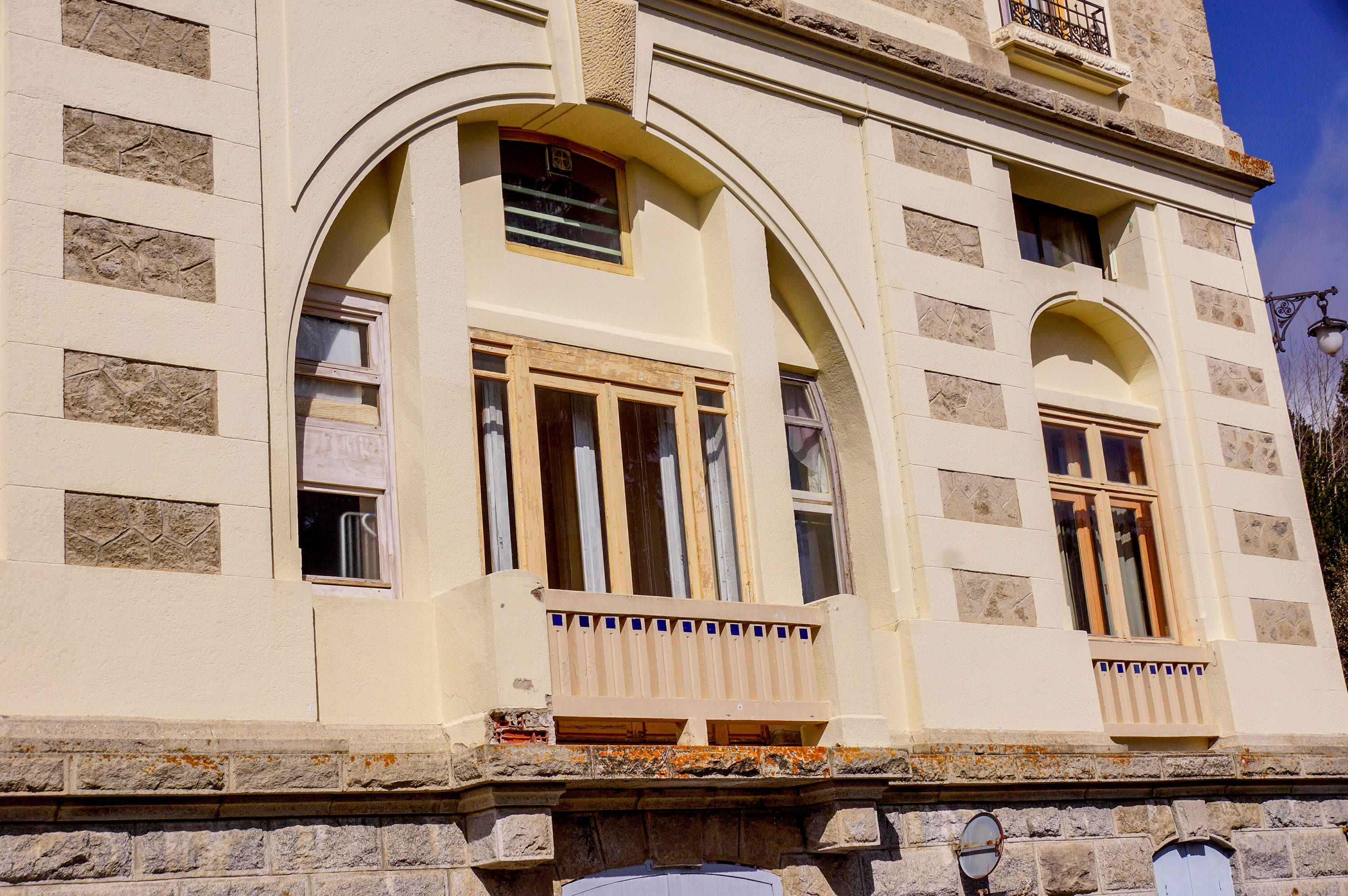
Porche d'entrée, façade est.